# Победа (Гафурийский район)
Победа (баш. Победа) — деревня в Гафурийском районе Республики Башкортостан Российской Федерации. Входит в состав Табынского сельсовета. 

## География

### Географическое положение
Находится на берегу реки Белой.
Расстояние до:
- районного центра (Красноусольский): 28 км,
- ближайшей ж/д станции (Белое Озеро): 46 км.

## Население
| 2002 | 2009 | 2010 |
| ---- | ---- | ---- |
| 13   | ↘9   | ↘4   |

Согласно переписи 2002 года, преобладающая национальность — русские (100 %).